# حنا نقارة
حنا نقارة (18 يناير 1912- 1984) حقوقي وسياسي فلسطيني ملقب بمحامي الأرض، عُرف بنضاله لاسترجاع حقوق المهجّرين الفلسطينيّين داخل إسرائيل.
ولد في قرية الرامة لعائلة ميسورة الحال، وسُجّل على أنه من مواليد عكا وذلك لأن سجل النفوس التركي التابع لعائلته كان في عكا.
انتقلت عائلته للعيش في حيفا بعد الاحتلال البريطاني عام 1919 بالقرب  من شارع الجبل (شارع الصهيونية اليوم). تعلم لعدة أشهر في المدرسة الكاثوليكية (داخل البلدة القديمة)، وتعلم لبضعة أشهر أخرى في مدرسة الفرير في شارع اللنبي، ودرس لبضعة أشهر أخرى في مدرسة الطائفة الأرثوذكسية. وبدأ يتنقل من مدرسة إلى أخرى إلى أن افتتحت مدرسة القسيس خضر البروتستانتية أبوابها باسم مار لوقا (سانت لوكس) وقد بقي فيها سنتين وبعد ذلك تم إغلاق المدرسة.
أرغم على المكوث في لبنان كلاجئ بعد ان منع من العودة إلى حيفا، تنقل هو وعائلته كثيراً وفي شهر نيسان من عام 1948 انتقلت عائلة نقارة إلى لبنان مع مئات العائلات، وسكنت لدى بعض أقاربها في لبنان.

## حياته
سافر إلى بيروت وتقدم للتسجيل في الجامعة الأمريكية، وبعد توقيعه على عريضة للتقيّد بنظام الجامعة سجّل فيها في قسم الأدب وقدم لاحقًا طلبًا للانتساب إلى معهد الحقوق في دمشق.
هو من مؤسسي الحزب الشيوعي في فلسطين وأحد مؤسسي لجنة الدفاع عن الأراضي العربية. دافع نقارة منذ عام 1948 عن حقوق الفلسطينيين الذين تعرضوا للطرد والتشرد، كما دافع خلال عقود عن حقوق أبناء الجليل العرب في القضايا التي رفعوها ضد الحكم العسكري أمام محكمة العدل العليا. التقى في الأيام القليلة التي أمضاها، مع عدد من القيادات الفلسطينية كرشيد الحاج إبراهيم وأحمد الخليل من كبار قضاة حيفا وأحمد الشقيري وهنري كتن والشاعر عبد الكريم الكرمي (أبي سلمى) وإميل حبيبي (كان في لبنان حينذاك) وحسن حوا وبطرس ملك وغيرهم وتشاوروا في ما يمكن أن يفعلوه بالنسبة إلى المشاكل التي تواجه آلاف اللاجئين الفلسطينيين في لبنان.
يمكن تلخيص ما جاء في المذكرات بالشكل التالي: بما أن عائلة المحامي حنا ديب نقارة، كانت موزعة في سكنها وعملها بين مدينتي عكا وحيفا، فإن المحامي كان يتنقل بين المدينتين كي يتابع القضايا التي كان يتم توكيله بها، وصودف وجوده في عكا أثناء اشتداد المعارك في مدينة حيفا، وحاول مراراً هو وزوجته العودة إلى حيفا، إلا أن المعارك التي كانت قائمة آنذاك كانت تصدهم، كما إن قوات المستعمر البريطاني أنزلتهم من القارب الذي كان سيتوجه إلى حيفا، بعد أن أفرغ حمولته من السكان في عكا. وحذرهم مسؤول القارب أنه سيضطر إلى رميهم في البحر إذا ما أصروا على العودة إلى حيفا، وأن مهمته تنحصر في نقل سكان حيفا وجوارها إلى عكا وليس العكس. حاول المحامي استئجار أحد القوارب، إلا أنه فشل في ذلك. وفي تلك الأثناء، كانت القوات الصهيونية تحتل عكا وتحولها إلى قاعدة بحرية، وبدأت القذائف تنهال على السكان في عكا، بعد أن امتلأت بآلاف السكان من القرى المجاورة.